# 회선사상충증
회선사상충증(onchocerciasis) 또는 강변 실명증(river blindness)은 회선사상충(Onchocerciasis) 감염으로 인해, 실명하게 되는 질병으로 흑파리(Black fly)가 중간 숙주로 전파한다.
아프리카, 라틴 아메리카, 예멘의 동중부에 유행하는 질병이다. 감염되면 실명하게 되고 강변에서 주로 발생하여 강변 실명증이라고 한다. 치료는 Mectizan으로 한다.